# Darwin (Northern Territory)
Darwin ist die größte Stadt und Hauptstadt des Northern Territory in Australien sowie die nördlichste Großstadt des Landes mit ca. 122.000 Einwohnern.
Darwin wurde 1869 gegründet und seither dreimal wiederaufgebaut, nachdem es 1897, 1937 und 1974 durch Zyklone fast vollständig zerstört worden war.
Darwin gilt als „Tor nach Asien“ und ist Gastgeber der Arafura Games sowie Ausgangspunkt für Touren in den Litchfield-Nationalpark oder den Kakadu-Nationalpark. Vom Darwin International Airport, dem Flughafen der Stadt, bestehen Flugverbindungen nach Ozeanien und Asien.

## Geografie

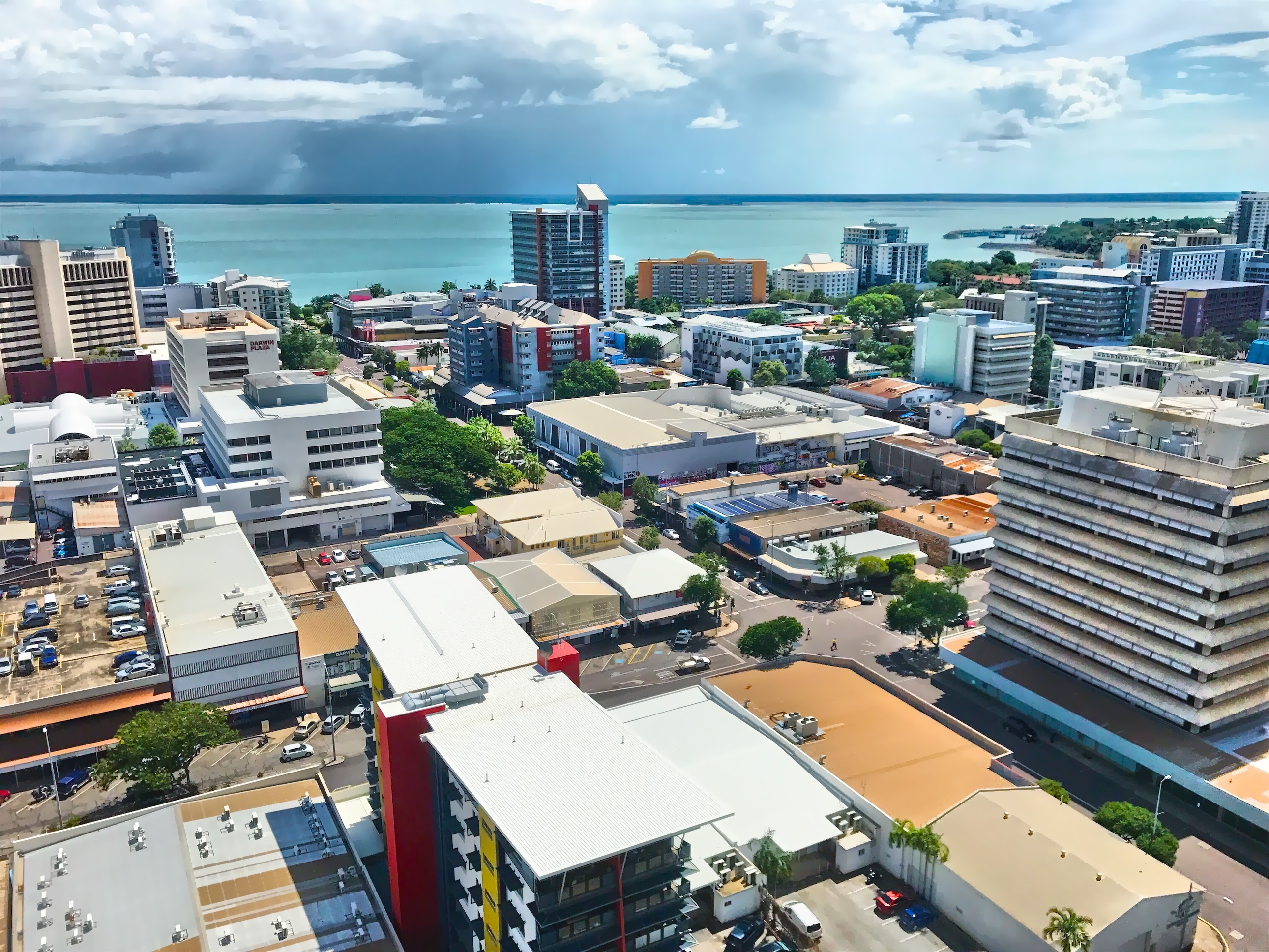
Darwin City (2017)

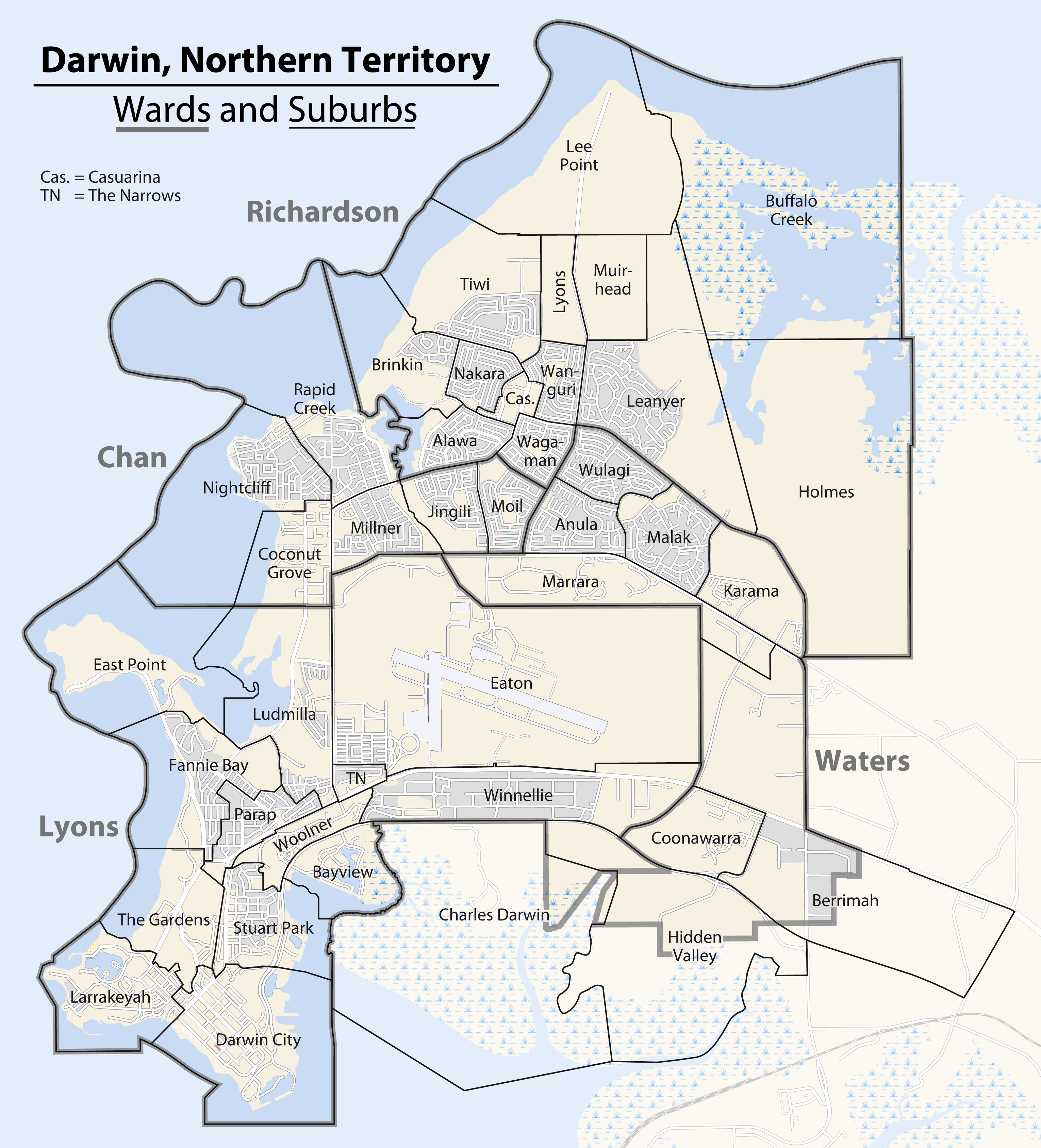
Stadtteilkarte

### Stadtgliederung
Die Stadt Darwin gliedert sich in 41 Stadtbezirke (suburbs), die zu vier Wahlbezirken (wards) zusammengefasst werden. Einige der Stadtbezirke im Süden reichen über die Stadtgrenze hinaus und schließen auch gemeindefreies Gebiet (unincorporated area) von East Arm ein, darunter vor allem der Stadtbezirk Charles Darwin (Nationalpark) sowie Hidden Valley und Berrimah.
| Chan Ward                                                             | Lyons Ward | Richardson Ward | Waters Ward |
| --------------------------------------------------------------------- | --- | --- | --- |
| - Coconut Grove - Jingili - Millner - Moil - Nightcliff - Rapid Creek | - Bayview - Charles Darwin (Teil) - Darwin - East Point - Eaton - Fannie Bay - Hidden Valley (Teil) - Larrakeyah - Ludmilla (mit Bagot) - Parap - Stuart Park - The Gardens - The Narrows - Winnellie - Woolner | - Alawa - Brinkin - Buffalo Creek - Casuarina - Holmes - Leanyer - Lee Point - Lyons - Muirhead - Nakara - Tiwi - Wagaman - Wanguri | - Anula (mit Sanderson) - Berrimah (Teil) - Coonawarra - Karama - Malak - Marrara (mit Northlakes) - Sanderson - Wulagi |

Die letzten beiden suburbs, Buffalo Creek und Holmes, wurden 2007 eingerichtet. Sie sind noch weitgehend unbebaut, besonders Buffalo Creek.

### Lage
Das Stadtgebiet von Darwin grenzt im Osten an die Gemeinde Litchfield Municipality (Bezirke Mickett Creek und Knuckeye Lagoon mit den Robertson Barracks). Im Süden erstrecken sich die drei Stadtbezirke Eaton (Flughafen), Hidden Valley und Berrimah auf das gemeindefreie Gebiet des East Arm. Im Westen und Norden ist das Stadtgebiet durch die Küste begrenzt (Beagle Gulf) und den natürlichen Hafen Port Darwin.

### Topographie und Klima
Darwin hat ein tropisches Klima mit einer Trocken- und Regenzeit. Die Trockenzeit reicht von Mai bis September. Während des Tages ist es dabei fast immer sonnig und trocken, und die Luftfeuchtigkeit liegt bei etwa 50 %.
In den kühlen Monaten (Juni/Juli) liegen die niedrigsten Temperaturen im Durchschnitt bei 20 °C und die maximalen Temperaturen bei 31 °C.
Von Dezember bis in den April regnet es aufgrund des Monsuns sehr häufig am späten Nachmittag, Gewitter ziehen über das Land und die Luftfeuchtigkeit liegt oft bei 95 %, aber die Temperatur kann für Stunden auf 26–28 °C sinken. Darwin ist die Stadt in Australien mit der geringsten „hohen“ Temperatur. Jeden Tag sind es 33 °C, ein kalter Tag ist 32 °C und ein heißer Tag ist 34 °C.
|                       | Jan  | Feb  | Mär  | Apr  | Mai  | Jun  | Jul  | Aug  | Sep  | Okt  | Nov  | Dez  |   |      |
| Mittl. Tagesmax. (°C) | 31,7 | 31,3 | 31,8 | 32,6 | 31,9 | 30,5 | 30,4 | 31,2 | 32,4 | 33,1 | 33,1 | 32,6 | ⌀ | 31,9 |
| Mittl. Tagesmin. (°C) | 24,7 | 24,6 | 24,4 | 23,9 | 22,1 | 19,9 | 19,3 | 20,6 | 23,1 | 25,0 | 25,3 | 25,3 | ⌀ | 23,2 |
|                       |      |      |      |      |      |      |      |      |      |      |      |      |   |      |
| Niederschlag (mm)     | 410  | 360  | 302  | 118  | 24   | 2    | 2    | 3    | 12   | 82   | 136  | 223  | Σ | 1674 |
|                       |      |      |      |      |      |      |      |      |      |      |      |      |   |      |
| Sonnenstunden (h/d)   | 5,6  | 5,9  | 6,6  | 8,9  | 9,5  | 9,9  | 10,1 | 10,2 | 9,8  | 9,5  | 8,5  | 7,2  | ⌀ | 8,5  |
|                       |      |      |      |      |      |      |      |      |      |      |      |      |   |      |
| Regentage (d)         | 20   | 18   | 17   | 7    | 2    | 0    | 0    | 1    | 2    | 6    | 9    | 13   | Σ | 95   |
|                       |      |      |      |      |      |      |      |      |      |      |      |      |   |      |
| Wassertemperatur (°C) | 28   | 28   | 28   | 28   | 28   | 26   | 25   | 25   | 27   | 27   | 28   | 28   | ⌀ | 27,2 |
|                       |      |      |      |      |      |      |      |      |      |      |      |      |   |      |
| Luftfeuchtigkeit (%)  | 80   | 80   | 79   | 68   | 60   | 55   | 55   | 61   | 65   | 69   | 71   | 73   | ⌀ | 67,9 |

| 24,7 |

| 24,6 |

| 24,4 |

| 23,9 |

| 22,1 |

| 19,9 |

| 19,3 |

| 20,6 |

| 23,1 |

| 25,0 |

| 25,3 |

| 25,3 |

| 24,7 |

| 24,6 |

| 24,4 |

| 23,9 |

| 22,1 |

| 19,9 |

| 19,3 |

| 20,6 |

| 23,1 |

| 25,0 |

| 25,3 |

| 25,3 |

## Geschichte

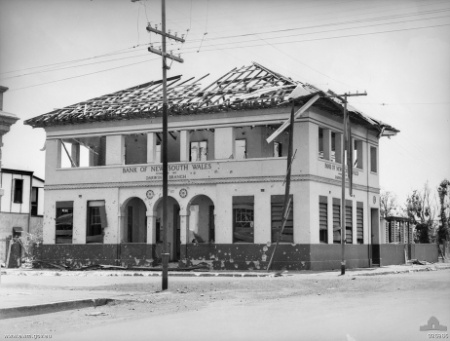
Von Bomben beschädigte Bank of New South Wales

Am 9. September 1839 landeten John Clements Wickham und John Lort Stokes auf Vermessungsfahrt in australischen Gewässern mit ihrem Schiff Beagle in der Bucht des heutigen Darwin und benannten ihren Ankerplatz Port Darwin nach dem jungen Charles Darwin, der zwischen 1831 und 1836 an Bord des Schiffes die Galapagosinseln bereist hatte.
Frederick Henry Litchfield erforschte 1865 die Gegend des heutigen Darwins. Am 5. Januar 1869 wurde an dieser Stelle mit 135 Siedlern unter der Leitung von George Goyder Palmerston gegründet, benannt nach dem britischen Premierminister Lord Palmerston, das mit dem Anschluss an das australische Telegrafennetz und vereinzelten Goldfunden im Umland zunehmend an Zulauf gewann, bis sie 1911 als Hauptstadt des bis 1978 noch vom Australischen Bund verwalteten Northern Territory wieder in Darwin umbenannt wurde.
Zunehmende Bedeutung gewann Darwin im Verlauf des Zweiten Weltkriegs, als es wegen einer befürchteten japanischen Invasion bis auf 2000 Einwohner evakuiert und eine Besatzung von 32.000 alliierten Soldaten in Darwin stationiert wurde. Am 19. Februar 1942 wurde die Stadt von insgesamt 188 japanischen Flugzeugen bombardiert, die neben den Treibstofflagern der Stadt auch die Gegend um den Hafen fast vollständig zerstörten. Der Luftangriff auf Darwin kostete mindestens 243 Zivilisten und Soldaten das Leben. Das Bombardement war seit Staatsgründung der erste Angriff auf australisches Gebiet. Vier von den sechs Flugzeugträgern und die ihnen zugeordneten Bomberstaffeln waren bereits am Angriff auf Pearl Harbor beteiligt. Sie warfen über Darwin bedeutend mehr Bomben ab als über Pearl Harbor, obwohl dem Angriff militärisch weit weniger Bedeutung beigemessen wurde. Es wurden an diesem Tag acht Kriegsschiffe der Alliierten versenkt. Die Leitung der Zivilverteidigung und der militärischen Verteidigung brach zusammen, weil die Vorbereitungen auf einen möglichen Angriff sträflich vernachlässigt worden waren. Viele weitere Luftangriffe folgten, worunter die am 28. März und 16. Juni 1942 sowie am 2. Mai 1943 die bedeutendsten waren.
Von März bis April 1946 tagten in Darwin drei Militärtribunale, die als Anhängsel der Kriegsverbrecherprozesse in Neuguinea gegen Australier begangene Kriegsverbrechen sühnten.

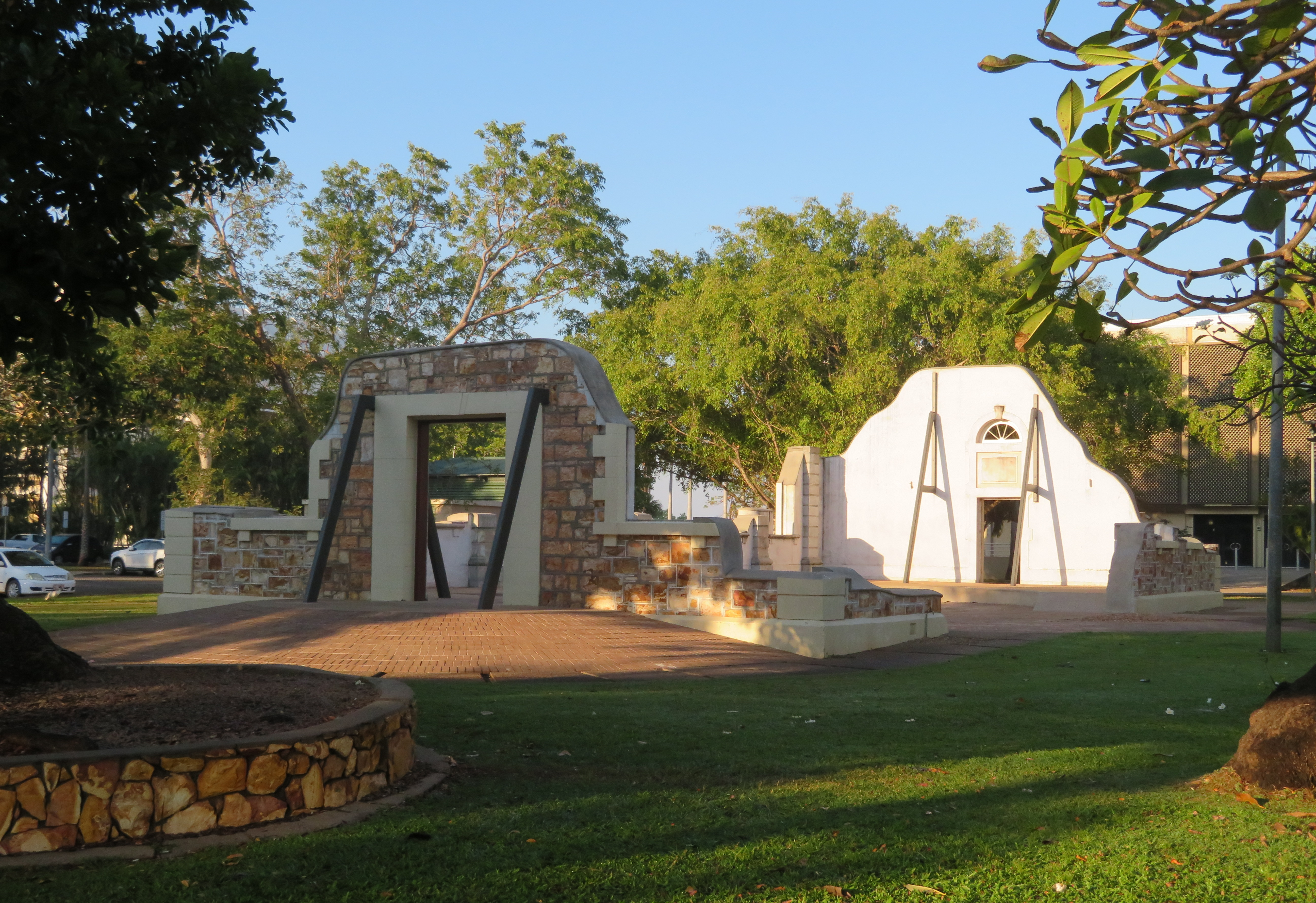
Ruine der durch Zyklon Tracy zerstörten Town Hall

Am 25. Dezember 1974 wurde Darwin direkt vom Zyklon Tracy getroffen. 66 Einwohner wurden getötet, mehr als 70 Prozent der Bauwerke in der Stadt, zumeist alte aus Backsteinen gebaute Häuser, wurden zerstört. Nach der Naturkatastrophe wurden rund 30.000 der damals 43.000 Einwohner per Flugzeug aus der Stadt gebracht. Diese Luftbrücke war die größte derartige Operation in der Geschichte Australiens. Die Stadt wurde erneut wiederaufgebaut, wobei stabilere Baumaterialien und Bautechniken angewendet wurden.
Anfang der 1980er-Jahre entstand die Satellitenstadt Palmerston, etwa 20 km südlich von Darwin. Die Bahnstrecke Adelaide–Darwin wurde am 17. September 2003 fertiggestellt.
Am 16. November 2011 gaben US-Präsident Barack Obama und die australische Premierministerin Julia Gillard der Öffentlichkeit bekannt, dass in Darwin eine amerikanische Militärbasis mit 2500 US-Marines eingerichtet werden soll. Damit entsteht in Australien die dritte US-Basis nach Okinawa in Japan und Gunsan in Südkorea im asiatischen Pazifik.

## Sehenswürdigkeiten

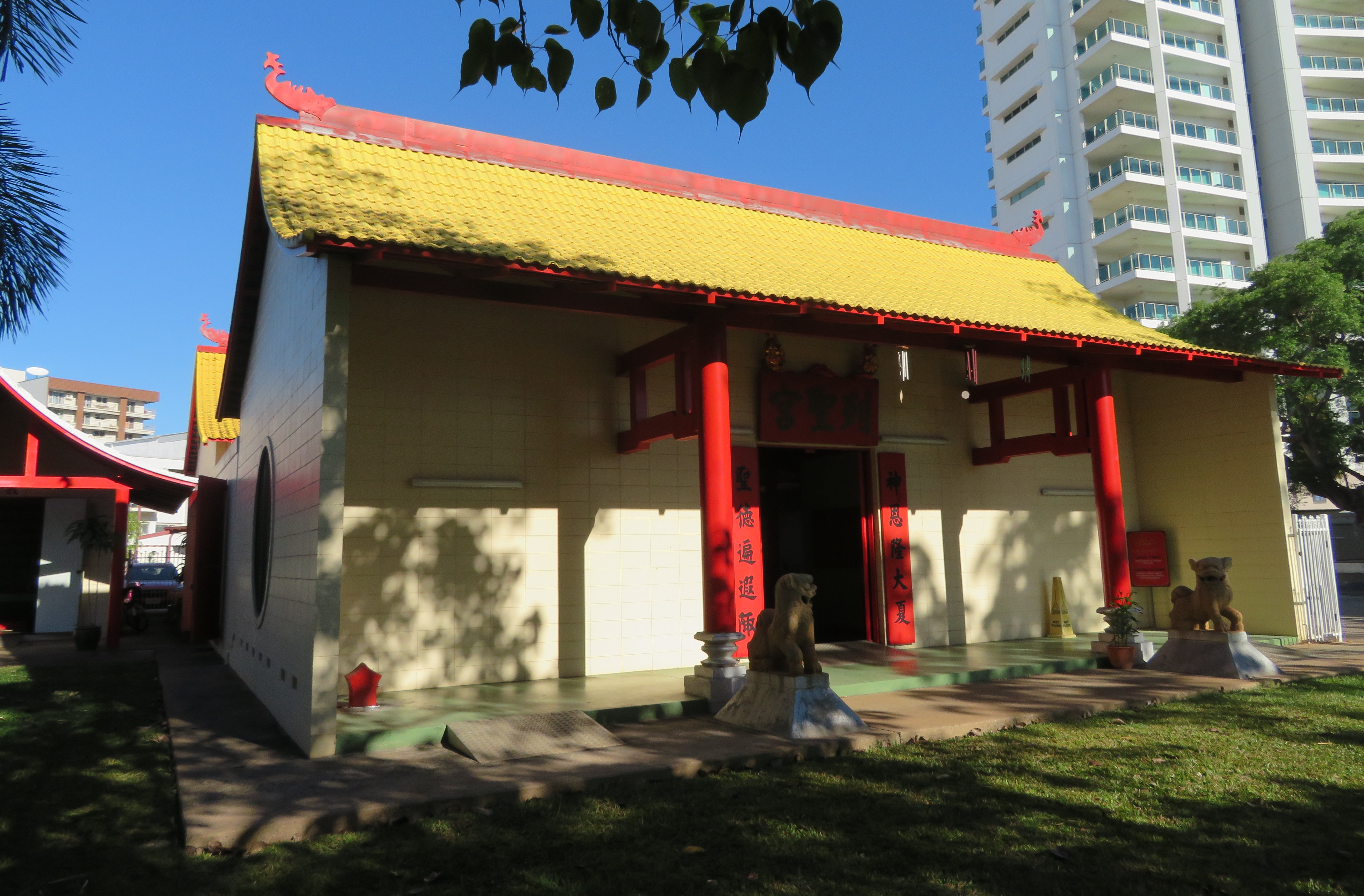
Chinesischer Tempel in Darwin

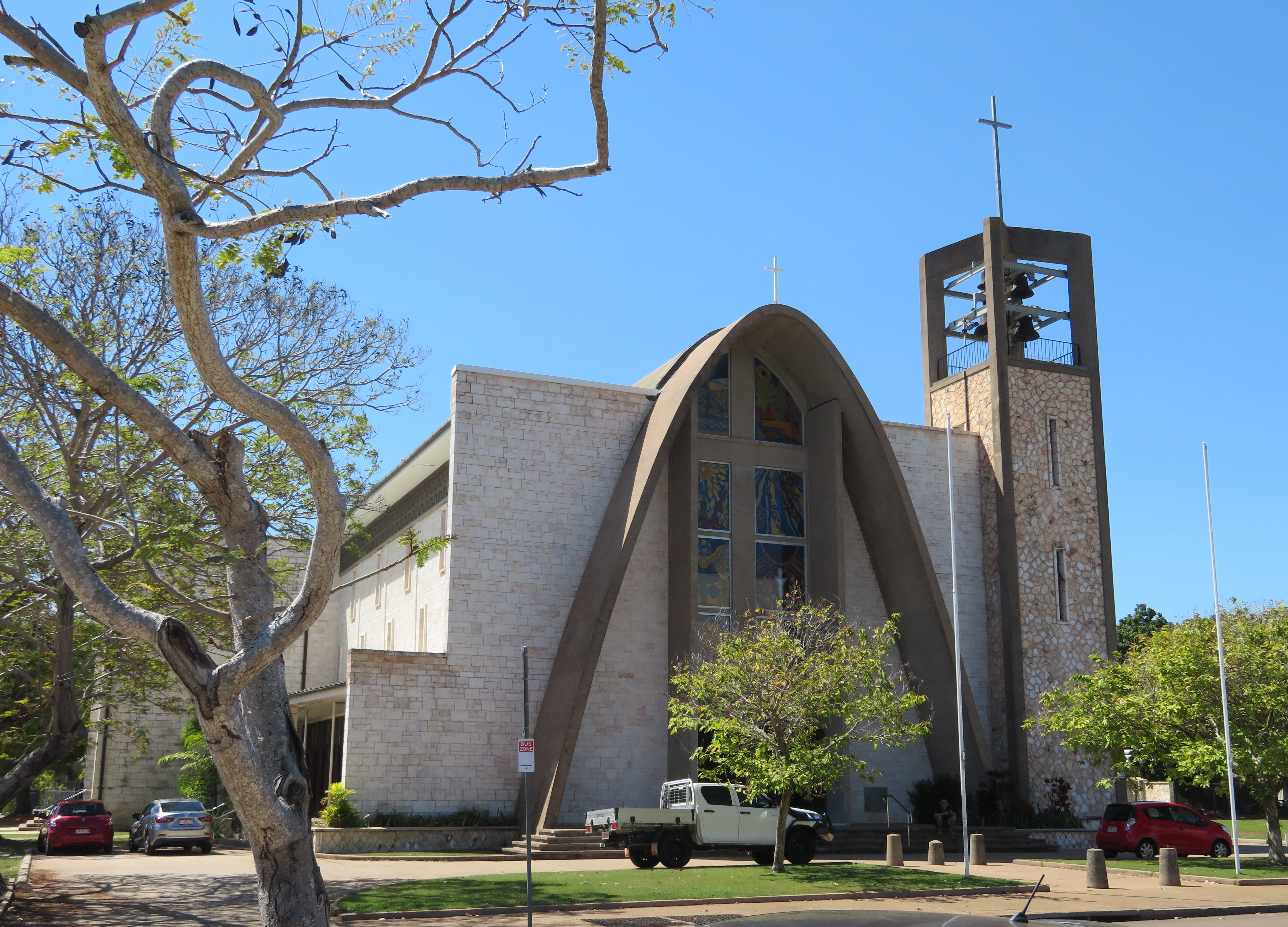
Katholische Kathedrale

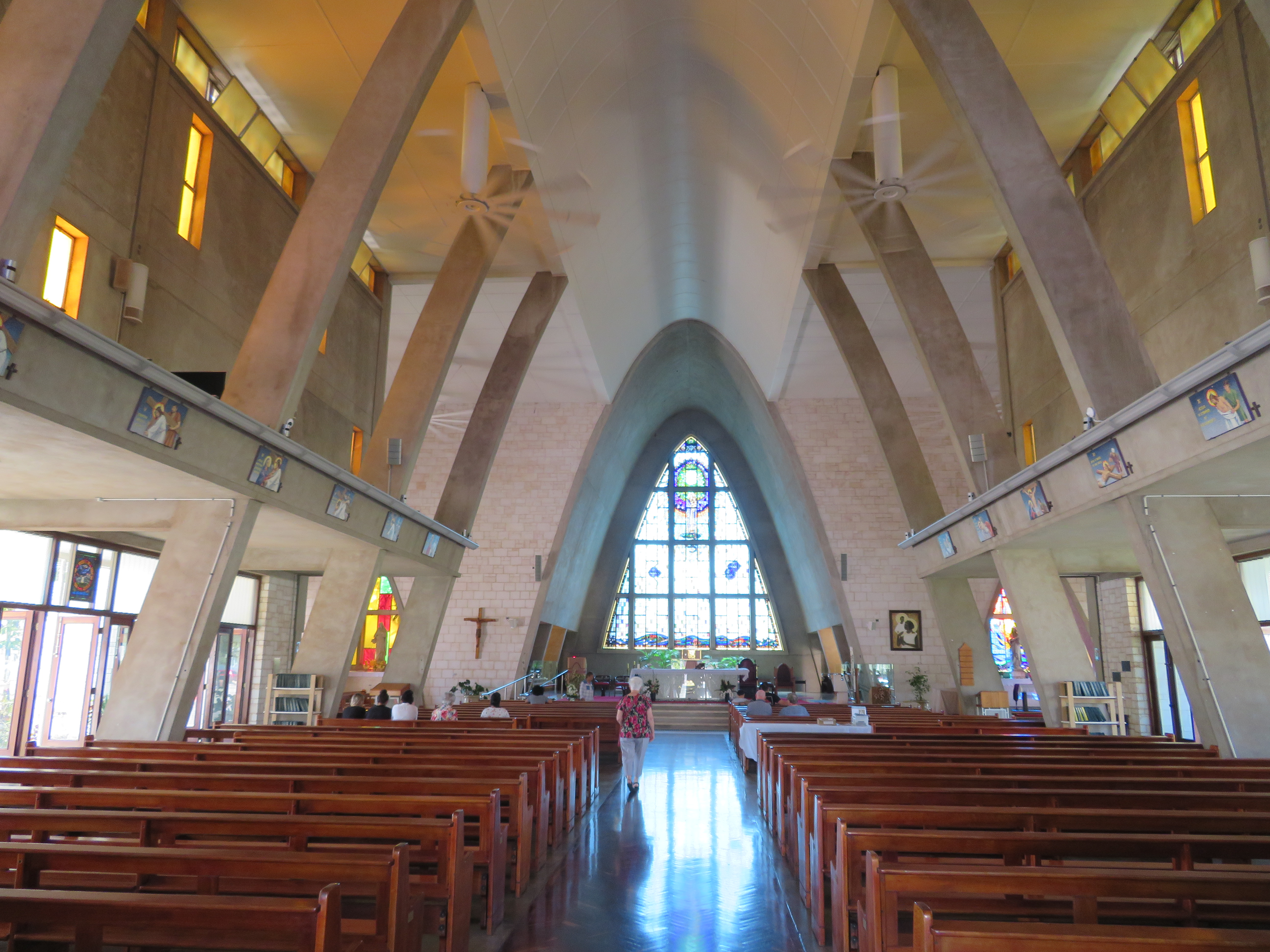
Katholische Kathedrale

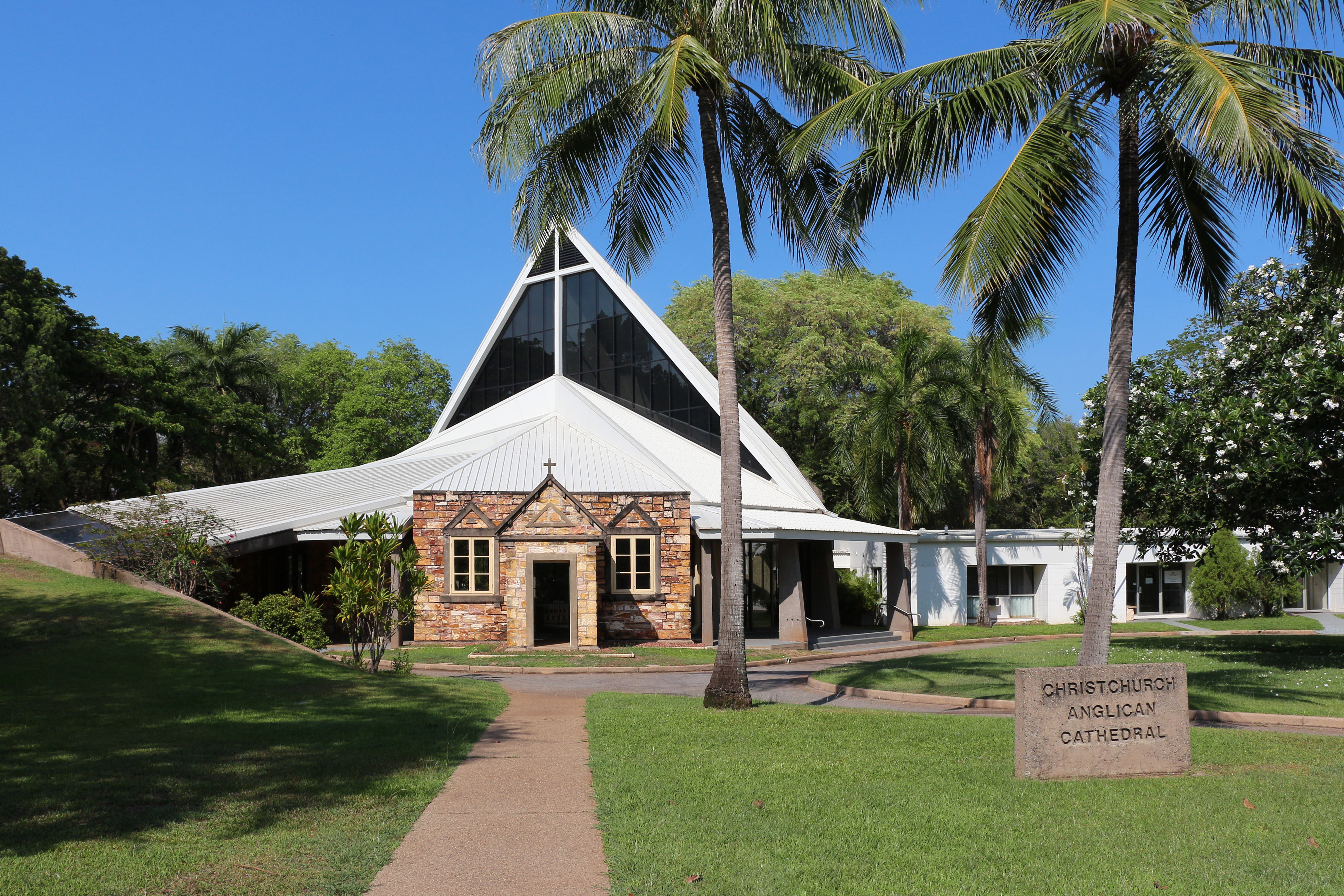
Anglikanische Christchurch Cathedral

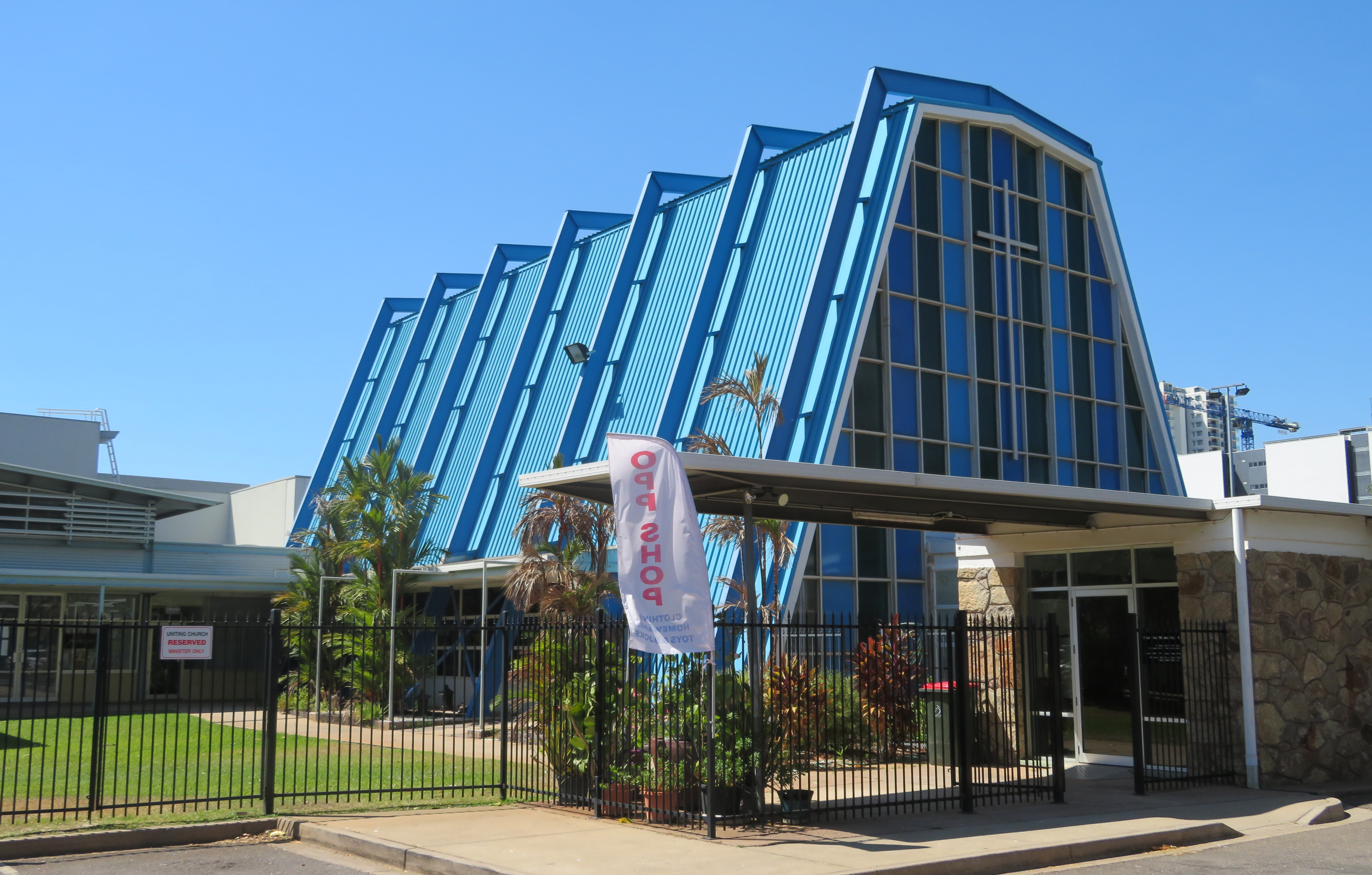
Uniting Church

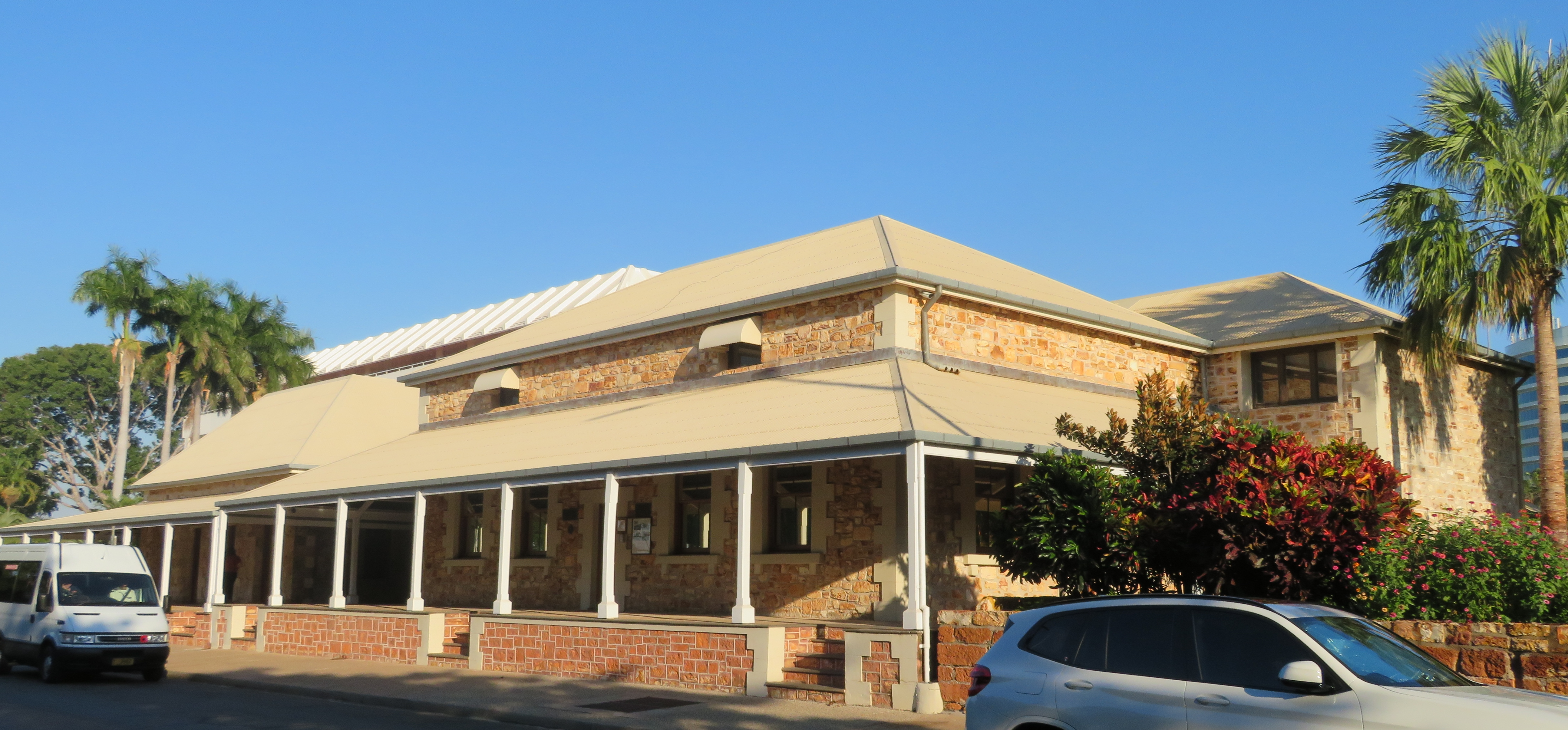
Ehem. Gerichtsgebäude

- Das Museum and Art Gallery of the Northern Territory bietet eine umfangreiche naturwissenschaftliche Präparatesammlung sowie eine Ausstellung Kunst der Ureinwohner.
- In den über 100 Jahre alten, vom deutschen Emigranten Moritz Wilhelm Holtze angelegten, Botanischen Gärten sind verschiedene angelegte Biotope – unter anderem ein Monsunwald und ein tropischer Regenwald – für Besucher zugänglich.
- Die nie fertiggestellten, WW2 Oil Storage Tunnels genannten Tunnelsysteme, die nach dem japanischen Luftangriff 1942 zur unterirdischen Lagerung von Treibstoff konstruiert wurden, sind heute ein Museum, das über die damaligen Ereignisse informiert.
- In Darwin gibt es zahlreiche Kunstgalerien, die sich ausschließlich mit Aboriginal-Kunst beschäftigen.
- Das Parliament House, 1990–94 erbaut, ist der Sitz des Parlaments des australischen Northern Territory. Unweit davon steht das 1878–79 erbaute Government House, das älteste europäische Gebäude des Northern Territory. Es handelt sich dabei um die Residenz und den Amtssitz des Administrators des Northern Territory.
- Der chinesische All Deities Temple in der Wood Street ist eines der letzten noch vorhandenen Gebäude der Chinatown der Stadt. Er wurde 1887 gegründet und durch Zyklone 1897 und 1937 sowie 1942 bei den japanischen Luftangriffen auf Darwin durch Bomben 1942 stark beschädigt. Anschließend wurde er durch in Darwin stationiertes Militärpersonal geplündert. Nach dem Krieg wurde der Tempel wieder aufgebaut, bei dem Zyklon Tracy am 24. Dezember 1974 jedoch vollständig zerstört.[5] Der Wiederaufbau erfolgte anhand alter Zeichnungen, Pläne und Fotos und war 1978 vollendet. Der Tempel wird heute von Anhängern des Buddhismus, Taoismus und Konfuzianismus aufgesucht. Auf dem Hauptaltar stehen die reich verzierten Statuen mehrerer Gottheiten. Vor dem Tempel stehen steinerne Löwenfiguren als Wächter, neben ihm befindet sich eine Kapelle (Memory Chapel), in der zum Gedenken der Verstorbenen ihre Namen auf hölzernen Tafeln zu sehen sind. Bei der Wiedereinweihung des Tempels 1978 wurde vor ihm ein Ableger des Bodhi-Baumes (Ficus religiosa) eingepflanzt, der zu einem stattlichen Baum heranwuchs.
- Darwin verfügt über mehrere moderne Kirchen. Die Kirche St Mary's Star of the Sea ist die Kathedrale des römisch-katholischen Bistums Darwin. Sie wurde 1962 geweiht,[6] nachdem die Grundsteinlegung 1958 erfolgt war.[7] Die Uniting Church wurde 1960 erbaut.[8] Der jetzige Bau der anglikanischen Christ Church Cathedral der Diocese of the Northern Territory in der Anglican Church of Australia wurde 1977 eingeweiht und enthält noch einige Bauteile des Vorgängerbaues von 1936, der bei dem japanischen Luftangriff auf Darwin am 19. Februar 1942 erheblich beschädigt und durch den Zyklon Tracy 1974 fast vollständig zerstört worden war.[9]
- Wegen der schweren Schäden, die Darwin immer wieder durch Zyklone und im Zweiten Weltkrieg durch Luftangriffe erlitt, sind in der Stadt nur noch wenige Gebäude aus dem 19. Jahrhundert oder vom Beginn des 20. Jahrhunderts erhalten. Eines der markantesten ist das bereits 1883 erbaute, ehemalige Gerichtsgebäude Administrator's Office, das auch als Polizeistation diente. Es überstand den Zweiten Weltkrieg fast unversehrt, wurde jedoch im Dezember 1974 durch den Zyklon Tracy zerstört. Erst 1979 wurde beschlossen, das zur Ruine gewordene Gebäude wieder aufzubauen. Der Wiederaufbau wurde 1981 vollendet, und seit 1996 steht das Gebäude unter Denkmalschutz.[10] Gegenüber befindet sich der Aussichtspunkt Survivors Lookout, der einen eindrucksvollen Blick auf das neue umgestaltete Hafengebiet und die Marina bietet.
- In einer Grünanlage im Süden der Innenstadt ist die Ruine des 1974 durch den Zyklon zerstörten, ursprünglich 1883 erbauten Rathauses (Town Hall) zu sehen. Gegenüber steht Browns Mart, ein 1880 aus Bruchsteinen erbautes Gebäudes, das ursprünglich als Börse von Minengesellschaften diente und später in ein Theater umgebaut wurde.[11]

## Kultur

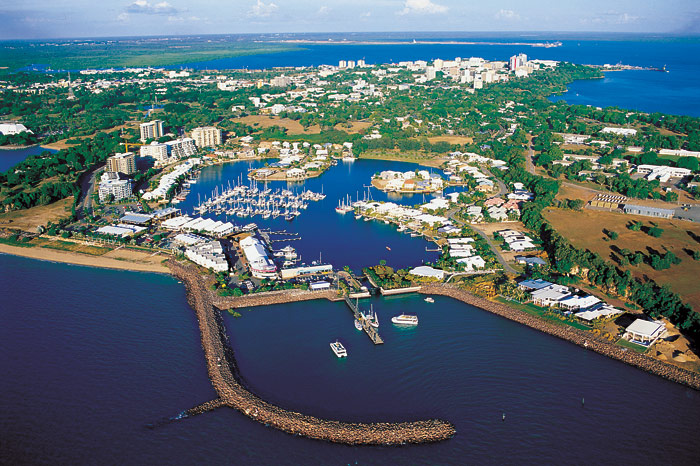
Darwin, Stadtteil Cullen Bay

Darwin ist bekannt als das „Tor zu Asien“ und ist eine in besonderem Maße multikulturell geprägte Stadt. Insgesamt leben etwa 75 Nationalitäten in Darwin, und etwa ein Viertel der Bewohner sind Aborigines oder Torres-Strait-Insulaner.
Darwin entwickelte sich von einem eher rauen Außenposten zu einer lebendigen tropischen Großstadt. Wochenmärkte wie der Mindil-Beach-Sunset- (Donnerstag und Sonntag in der Trockenzeit), der Parap-, der Nightcliff- und der Rapid-Creek-Markt sind heute fester Bestandteil des Lebensstils, den man in Darwin genießt.

### Feiertage und Feste
Am 1. Juli feiern die Territorianer ihren Territory Day. Das ist einer von zwei Tagen im Jahr, an dem Feuerwerk erlaubt ist (der andere ist das chinesische Neujahrsfest). Die Hauptfeierlichkeiten dazu finden am Mindil Beach statt, wo ein von der Regierung gesponsertes Feuerwerk jedes Jahr regen Anklang findet.

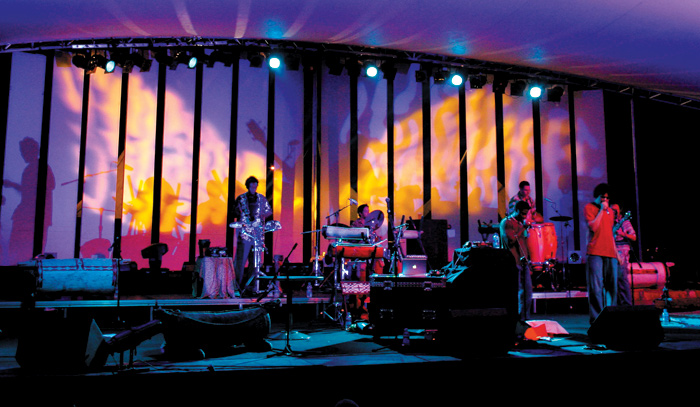
Darwins Festival

 Das Darwin-Festival, ebenfalls jährlich, umfasst Comedy, Tanz- und Theateraufführungen, Musikdarbietungen, Filmvorführungen und den NT Indigenous Music Award. Zu den anderen Festivals in Darwin gehören das Glenti, ein Fest der großen griechischen Gemeinschaft Darwins, und das India@Mindil, ein ähnliches Fest der allerdings kleineren indischen Gemeinschaft. Auch das Chinesische Neujahr wird in Darwin gefeiert und stellt einen Höhepunkt der asiatischen Festivitäten in Darwin dar.
Ein eher ungewöhnliches Ereignis ist die Darwin beer-can regatta, die jedes Jahr in Darwin stattfindet. Die Stadt Darwin, die lange Zeit den Weltrekord im Bier-pro-Kopf-Verbrauch hielt, feiert hier ihre Liebe zum Bier. Die Boote für diese Regatta dürfen ausschließlich aus Bierdosen bestehen. Weitere große Veranstaltungen im August sind der Darwin Cup Horse Race, das Rodeo und das Super-V8-Autorennen in Hidden Valley.

### Museen
Das Museum des Northern Territory in Darwin gibt einen Überblick über die Geschichte der Region inklusive der Ausstellung zum tropischen Sturm Tracy, der zu Weihnachten 1974 fast ganz Darwin zerstörte, und einer Sammlung von Booten der pazifischen Inseln.

### Musik und Kunst
Darwin besitzt eine lebendige Kunstszene: das Darwin Festival, das Darwin Fringe Festival und das Bass-in-the-Grass-Konzert finden jährlich statt. Zusätzlich gibt es eine Reihe an In- und Outdoor-Konzerten. Auch die Aboriginal-Galerien in der Innenstadt tragen zur Kulturszene bei.

### Freizeit

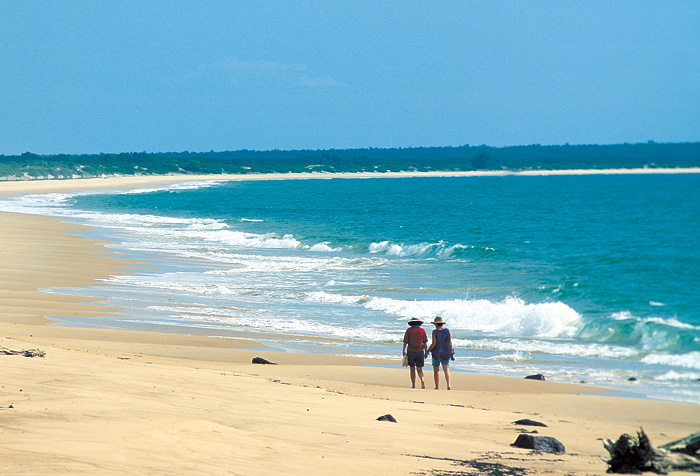
Ein Spaziergang am Casuarina Beach

### Unterhaltung

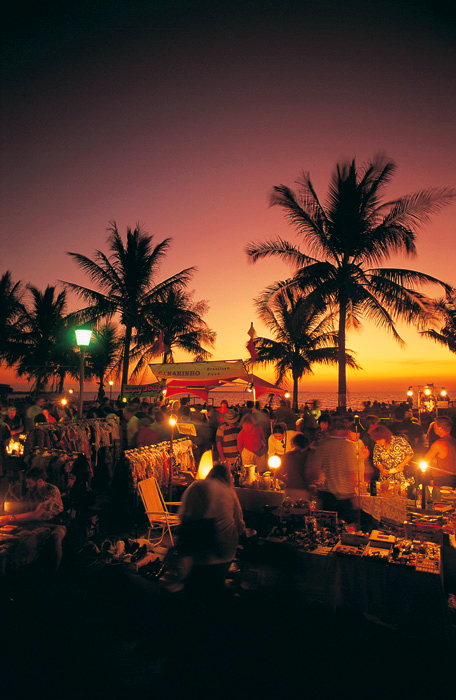
Mindil-Beach-Markt, Darwin

### Sport

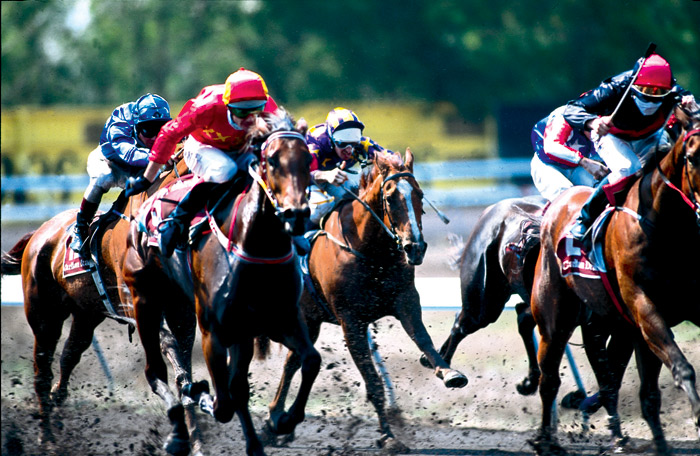
Darwin Cup

### Verkehr

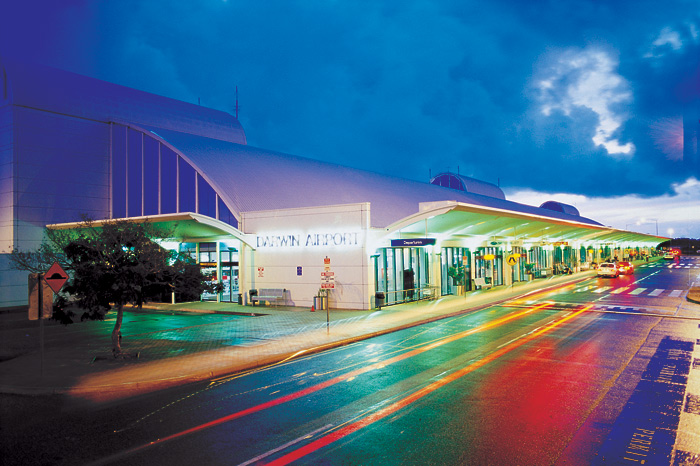
Flughafen bei Nacht

### Geschichte der Luftfahrt

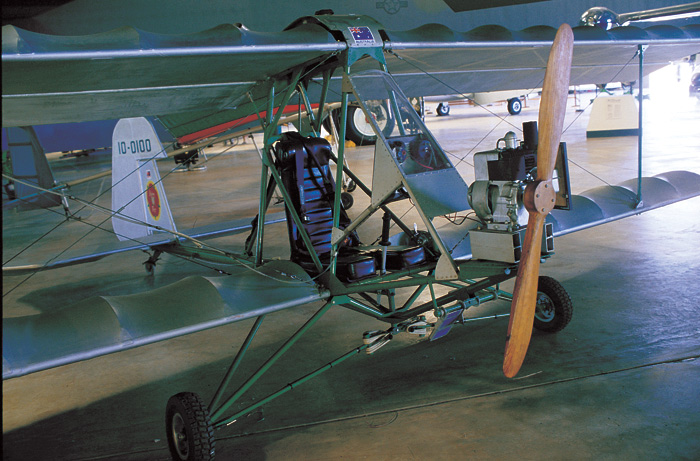
Darwin Aviation Heritage Centre – erster Ultraleicht-Hover-Bird